# دانت جانلو
دانت جانلو (فرانسوی: Dante Gianello‎; ۲۶ مارس ۱۹۱۲ – ۱۴ نوامبر ۱۹۹۲) دوچرخه‌سوار اهل فرانسه بود.